# The Transformers: Generation 2
The Transformers: Generation 2 (nota anche come Generation Two o G2) è una serie televisiva d'animazione appartenente al franchise Transformers, trasmessa originariamente dal 1992 al 1994. La serie non è una produzione animata originale, ma una riedizione della serie statunitense The Transformers del 1984, nota successivamente come The Transformers ːGeneration 1 (G1). La versione Generation 2 presenta una nuova veste grafica, con effetti digitali, nuove sigle e inserti animati tridimensionali introdotti per promuovere una rinnovata linea di giocattoli Hasbro. Parallelamente alla serie e alla linea di giocattoli, fu pubblicata anche una serie di fumetti edita dalla Marvel Comics, con nuove storie ambientate nello stesso universo narrativo. 

## Linea di giocattoli
I giocattoli della linea Transformers: Generation 2 furono, nei primi due anni di commercializzazione, prevalentemente ristampe di modelli già apparsi nella linea originale degli anni ’80 (Generation 1). Alcune di queste ristampe vennero aggiornate con nuove caratteristiche, come lanciamissili a molla, accessori elettronici dotati di luci lampeggianti e suoni. Molti modelli presentavano anche nuovi schemi cromatici, spesso caratterizzati da tonalità vivide e fluorescenti, in linea con le tendenze visive dell’epoca. Il trade dress  della linea G2 fu rinnovato, includendo un logo ridisegnato e versioni stilizzate dei simboli degli Autobot e dei Decepticon, differenziati da quelli utilizzati nella linea originale.
Poiché solo una selezione limitata dei modelli originariamente disponibili nella linea di giocattoli Generation 1 fu ristampata per la linea Generation 2, molti personaggi presenti nella serie animata non trovarono corrispondenza nei giocattoli G2 distribuiti nei negozi. Inoltre, le radicali modifiche apportate agli schemi cromatici — spesso resi più vivaci e appariscenti — comportavano che, anche quando un personaggio disponeva di una controparte G2, questa risultasse visivamente molto diversa dalla versione mostrata nello show originale. A partire dal 1994, secondo anno della linea G2, furono introdotti personaggi completamente nuovi, inclusi alcuni modelli precedentemente disponibili solo nei mercati europei, e mai distribuiti negli Stati Uniti durante la linea G1. 
Nel 1995, ultimo anno della linea Transformers: Generation 2, molti dei giocattoli furono commercializzati in confezioni che non riportavano più esplicitamente il sottotitolo Generation 2 accanto al logo Transformers. Le due sottolinee principali distribuite in questo periodo furono i Cyberjets e i Go-Bots, quest’ultimo nome ripreso da un marchio originariamente appartenente alla Tonka e successivamente acquisito dalla Hasbro. I Go-Bots di G2 erano modellini di automobili in scala 1:64, compatibili con le piste Hot Wheels e Matchbox, dotati di veri assi rotanti e trasformabili in piccoli robot. Inizialmente erano disponibili sei modelli differenti, ciascuno successivamente ricolorato e rinominato con nomi di personaggi storici della Generation 1. I Cyberjets, invece, erano piccoli aerei a reazione dotati di lanciamissili a molla e furono tra i primi modelli della linea a presentare articolazioni snodate con giunti a incastro (ball joints), che garantivano una maggiore posabilità in modalità robot. La linea comprendeva tre modelli base, declinati in sei versioni: tre Autobot e tre Decepticon. Curiosamente, due dei Cyberjets Autobot, Jetfire e Strafe, presentavano sulle pinne caudali i simboli dei Decepticon della linea G2, generando confusione tra collezionisti e appassionati. 
Un certo numero di giocattoli fu progettato per la linea Generation 2 e ne furono realizzati prototipi, ma tali modelli non vennero mai distribuiti commercialmente nell'ambito della linea G2. Alcuni di questi progetti vennero successivamente recuperati e rielaborati in linee successive, come Transformers: Machine Wars e Transformers: Robots in Disguise (2001). In queste linee, i giocattoli furono riproposti all’interno di sottoassortimenti specifici come i Flipchangers e gli Spychangers, caratterizzati da trasformazioni rapide e design compatti, mantenendo in alcuni casi elementi stilistici o progettuali derivati dai prototipi G2 originali. 

## Fumetti

### Stati Uniti
La Marvel Comics pubblicò una serie a fumetti di 12 numeri intitolata Transformers: Generation 2, realizzata in concomitanza con il lancio della nuova linea di giocattoli. La serie presentava alcuni nuovi personaggi introdotti con la linea G2, affiancati da numerosi personaggi già noti della serie originale. La trama ruotava attorno all’evoluzione dei Transformers in una nuova fazione chiamata Cybertronians, una stirpe emersa dall’evoluzione delle fazioni classiche degli Autobot e dei Decepticon. A minacciare entrambe le fazioni vi era un nemico comune, noto come The Swarm, una forza misteriosa inarrestabile che si stava avvicinando alla Terra, distruggendo ogni Transformer lungo il suo cammino. Nel tentativo di comprendere la vera natura di questa minaccia, Optimus Prime accedeva alla Matrice della Conoscenza, scoprendo che lo Swarm era in realtà un sottoprodotto incontrollato delle prime fasi della riproduzione meccanica dei Transformers, ovvero un residuo energetico generato dai processi artificiali di replicazione. Nel Regno Unito, la casa editrice Fleetway pubblicò una miniserie a fumetti di 5 numeri dedicata a Transformers: Generation 2. I primi due numeri contenevano materiale originale prodotto esclusivamente per il mercato britannico, mentre i restanti tre numeri riproponevano storie tratte dalla serie statunitense edita da Marvel Comics.  

### Modalità alternative
Come parte della linea Generation 2, a diversi personaggi classici vennero assegnate nuove forme e modalità alternative. Uno degli esempi più noti è Megatron, che abbandonò la sua forma originale di pistola per trasformarsi in un carro armato, un cambiamento narrativamente introdotto nel numero 139 del fumetto G.I. Joe: A Real American Hero, pubblicato da Marvel Comics, in un crossover con la serie Transformers. Verso la fine della linea G2 furono introdotti nuovi personaggi e sottolinee, tra cui la Rotor Force (dotata di eliche rotanti ad attivazione manuale), i Laser Rods (con spade illuminate a LED) e una nuova versione di Optimus Prime conosciuta come Combat Hero, caratterizzata da un design completamente rinnovato e da una nuova livrea mimetica, nonché da armi pneumatiche a lancio d’aria. 

### Giappone
In Giappone, la narrazione legata a Transformers: Generation 2 si sviluppò in modo distinto rispetto alla controparte statunitense. La trama fu raccontata principalmente attraverso le pagine promozionali del mensile TV Magazine e attraverso i mini-fumetti inclusi nelle confezioni dei giocattoli. Questa versione della storia si collocava all'interno della timeline animata giapponese, successivamente agli eventi delle miniserie Battlestars: Return of Convoy e Operation Combination. In questa continuity, gli Autobot e i Decepticon avevano raggiunto un periodo di pace noto come Cybertron Alliance. Tuttavia, l'equilibrio venne infranto quando soldati umani uccisero accidentalmente uno dei più fedeli seguaci di Megatron, evento che spinse il leader Decepticon ad aggiornarsi nella sua nuova forma da Combat Hero, riaccendendo così il conflitto tra le due fazioni. La storia, dal tono più cupo rispetto alle serie precedenti, adottava uno stile artistico vagamente ispirato ai fumetti Marvel, ma si concentrava maggiormente su nuovi personaggi introdotti con la linea G2, come i Laser Rods, Laser Cycles e Cyberjets. Un elemento narrativo originale fu l'introduzione della cosiddetta Matrice di Riconfigurazione, che permetteva a Optimus Prime di evolversi dalla sua forma Combat Hero alla versione Laser, in seguito a un duro scontro con Megatron in cui veniva gravemente ferito. La storia si concludeva con Laser Optimus Prime che riusciva a sconfiggere Megatron, il quale, accettando la sconfitta, guidava i Decepticon nello spazio. Prime, pur ferito, veniva assistito dai suoi compagni fuori dal campo di battaglia, segnando una vittoria costosa ma decisiva per gli Autobot. I fumetti di Dreamwave, che hanno prodotto diversi titoli di Transformers, hanno creato diversi cameo nelle loro storie, tra cui i Turbomaster e gli Axelerator. (Anche se tecnicamente i Turbomaster sono stati rilasciati in Europa alla fine di G1, sono stati ripubblicati nella G2) IDW, l'attuale detentore di Transformers, ha anche avuto diversi personaggi di G2 nei loro fumetti, tra cui Skram, Deluge e Leadfoot.

## Serie televisiva animata
L’unica nuova produzione audiovisiva associata a Transformers: Generation 2 fu una serie di primitive sequenze in CGI realizzate per gli spot pubblicitari dei giocattoli Hasbro e per una promozione del fumetto edito dalla Marvel Comics. Fu effettivamente trasmessa una serie televisiva intitolata Transformers: Generation 2, ma si trattava di una semplice ritrasmissione della serie animata originale The Transformers (nota retroattivamente come Generation 1), modificata per incorporare elementi visivi aggiornati. Questa versione televisiva riutilizzava la grafica e lo stile degli spot Marvel Comics per la sequenza introduttiva e inseriva transizioni in CGI tratte dalla pubblicità dei giocattoli come bumper tra gli spazi pubblicitari. Nuove transizioni animate al computer venivano sovrapposte alle scene dell’animazione originale, e in alcuni casi le riprese venivano rallentate alla fine di ciascun atto per mascherare le dissolvenze e i tagli della serie originaria.
Alcuni episodi della versione televisiva di Transformers: Generation 2 furono leggermente modificati rispetto all’edizione originale della serie G1. In particolare, alcuni segmenti vennero abbreviati o rimossi per esigenze di montaggio e integrazione delle nuove sequenze in CGI. Ad esempio, nel primo episodio, è stata omessa l'intera sequenza in cui Teletraan I acquisisce i dati dai veicoli terrestri per ricostruire e riparare gli Autobot e i Decepticon caduti in stasi. Queste modifiche erano funzionali a mantenere la durata standard degli episodi, tenendo conto del tempo occupato dai nuovi inserti animati e dai bumper pubblicitari.
Le storie originali venivano presentate come registrazioni di eventi storici archiviate all’interno del Cybernet Space Cube, un dispositivo immaginario che fungeva da archivio digitale nel contesto della serie. Durante le transizioni tra le scene, il cubo mostrava immagini su ciascuno dei suoi sei lati, ruotando per rivelare una nuova faccia corrispondente alla scena successiva. Questo espediente visivo sostituiva i tradizionali simboli rotanti degli Autobot e dei Decepticon che, nella serie originale, venivano utilizzati come elemento di separazione tra gli atti.
Alcune versioni degli episodi di Generation 2 sono state pubblicate nel Regno Unito in formato DVD Region 2. Il DVD, intitolato semplicemente Transformers: Generation 2, includeva gli episodi More Than Meets The Eye parti 1-3, S.O.S. Dinobots e Heavy Metal War. Questo DVD veniva commercializzato anche in bundle con compilation di episodi misti della serie originale Generation 1. Tuttavia, queste prime edizioni DVD sono state in seguito sostituite da volumi dedicati esclusivamente alla serie G1 e, successivamente, dalla pubblicazione dell'intera serie completa.

## Elenco Episodi
Gli episodi di Generation 2 furono interamente ripresi dalla serie televisiva originale Generation 1, prodotta negli anni ’80, ma vennero rielaborati con l’aggiunta di effetti visivi digitali e un montaggio modificato. Questa versione aggiornata fu trasmessa tra il 1993 e il 1995.
1. More Than Meets the Eye: Part 1 — Molto più di quel che appare – Prima parte
2. More Than Meets the Eye: Part 2 — Molto più di quel che appare – Seconda parte
3. More Than Meets the Eye: Part 3 — Molto più di quel che appare – Terza parte
4. Transport to Oblivion — Trasportati all’oblio
5. Roll for It — Scelta a sorte
6. S.O.S. Dinobots — S.O.S. Dinobot
7. Fire on the Mountain — Incendio sulla montagna
8. War of the Dinobots — La guerra dei Dinobot
9. The Ultimate Doom: Part 1 - Brainwash — Il disastro finale – Prima parte: Lavaggio del cervello
10. The Ultimate Doom: Part 2 - Search — Il disastro finale – Seconda parte: La ricerca
11. The Ultimate Doom: Part 3 - Revival — Il disastro finale – Terza parte: La rinascita
12. Countdown to Extinction — Conto alla rovescia per l’estinzione
13. Heavy Metal War — La guerra del metallo pesante
14. Autobot Spike — Spike l’Autobot
15. Dinobot Island: Part 1 — L’isola dei Dinobot – Prima parte
16. Dinobot Island: Part 2 — L’isola dei Dinobot – Seconda parte
17. Enter the Nightbird — Entra il Nightbird
18. Changing Gears — Cambio di marcia
19. A Prime Problem — Un problema per Prime
20. Atlantis, Arise! — Atlantide risorge!
21. Attack of the Autobots — L’attacco degli Autobot
22. Microbots — I Microbot
23. The Master Builder — Il costruttore supremo
24. The Insecticon Syndrome — La sindrome degli Insecticon
25. Day of the Machines — Il giorno delle macchine
26. Megatron's Master Plan: Part 1 — Il piano segreto di Megatron – Prima parte
27. Megatron's Master Plan: Part 2 — Il piano segreto di Megatron – Seconda parte
28. Auto Berserk — Auto impazzita
29. City of Steel — La città d’acciaio
30. Desertion of the Dinobots: Part 1 — La diserzione dei Dinobot – Prima parte
31. Desertion of the Dinobots: Part 2 — La diserzione dei Dinobot – Seconda parte
32. Blaster Blues — I guai di Blaster
33. A Decepticon Raider in King Arthur's Court — Un Decepticon alla corte di Re Artù
34. The Core — Il nucleo
35. The Autobot Run — La fuga degli Autobot
36. The Golden Lagoon — La laguna d’oro
37. The Search for Alpha Trion — Alla ricerca di Alpha Trion
38. Prime Target — Obiettivo Prime
39. The Girl Who Loved Powerglide — La ragazza che amava Powerglide
40. Triple Takeover — Il triplice colpo
41. Sea Change — Cambiamento marino
42. Masquerade — La maschera
43. Trans-Europe Express — Trans-Europe Express
44. Cosmic Rust — Ruggine cosmica
45. Kremzeek! — Kremzeek!
46. Starscream's Brigade — La brigata di Starscream
47. The Revenge of Bruticus — La vendetta di Bruticus
48. Aerial Assault — Assalto aereo
49. B.O.T. — B.O.T.
50. Fight or Flee — Combatti o fuggi
51. Ghost in the Machine — Fantasma nella macchina
52. The Ultimate Weapon — L’arma suprema